# Sotalol
Sotalol ist ein Arzneistoff aus der Gruppe der Betablocker, der zur Behandlung von Herzrhythmusstörungen (Antiarrhythmikum, Klasse III) eingesetzt wird. Chemisch ist es einer der wenigen Betablocker ohne Phenolether-Struktur, daher erhielt Stoff nicht die Endung -olol; strukturell ähnelt er den Beta-Sympathomimetika aus der Gruppe der Phenylethylamine wie z. B. Isoprenalin.

## Pharmakologische Eigenschaften
Sotalol gehört zur Gruppe der nicht-selektiven Betablocker, da es nicht spezifisch an β-Adrenozeptoren bindet. Es weist im Gegensatz zu den Betablockern Acebutolol und Oxprenolol keine intrinsische sympatomimetische Aktivität (ISA) auf. Sotalol liegt als Racemat vor, die zueinander enantiomeren D- und die L-Isomere blockieren Kaliumkanäle. Die L-Form des Sotalols wirkt zusätzlich als Betablocker.
| Wirkung der Stereoisomere          | L-Sotalol       | D-Sotalol       |
| ---------------------------------- | --------------- | --------------- |
| Wirkung der Stereoisomere          | (R)-(–)-Sotalol | (S)-(+)-Sotalol |
| Hemmung der Kaliumkanäle           | ja              | ja              |
| Nicht-selektive β-Rezeptorblockade | ja              | nein            |

Die relative Wirkstärke von Sotalol im Vergleich zu Propranolol beträgt 0,5.
Sotalol weist eine Bioverfügbarkeit von fast 100 % auf. Eine Plasmaproteinbindung des Sotalols konnte nicht nachgewiesen werden. Sotalol ist schlecht steuerbar, da die Plasmahalbwertszeit, also die Zeit, die der Körper benötigt, um die Hälfte des verabreichten Sotalols auszuscheiden, etwa 15 Stunden beträgt. Die Ausscheidung findet über die Nieren statt, daher sollte die Dosis bei Niereninsuffizienz angepasst werden.
Nebenwirkungen
Im Vergleich zu anderen Betablockern weist Sotalol aufgrund seiner zusätzlichen Wirkung auf Kaliumkanäle einige Besonderheiten auf. Wie alle Antiarrhythmika kann Sotalol selbst auch Rhythmusstörungen auslösen. Besonders gefürchtet ist das Auftreten der Torsade-de-pointes-Tachykardie, die sich zum Kammerflimmern bis hin zum plötzlichen Herztod entwickeln kann. Diese Herzrhythmusstörungen können vor allem bei hohen Dosen, Niereninsuffizienz, Elektrolytstörungen und dem QT-Syndrom (mit Verlängerung der QTc-Zeit) auftreten. In einer großen Studie, bei der mehrere tausend Patienten über 164 Tage untersucht wurden, traten bei 1,9 % der Männer und 4,1 % der Frauen Torsaden auf. Nach Korrektur für andere Risikofaktoren ergibt dies ein dreifach erhöhtes Risiko für Frauen, die mit dem Medikament behandelt werden, als für Männer. Deshalb ist bei langer QT-Zeit Sotalol kontraindiziert.

## Klinische Angaben
Sotalol ist neben Amiodaron und Dronedaron ein Vertreter der Klasse-III-Antiarrhythmika (Kalium-Kanalblocker), da es den repolarisierenden Kaliumstrom verzögert. Durch elektrophysiologische Messungen an isolierten Herzmuskelzellen konnte eine Verlängerung des Aktionspotentials gezeigt werden. Dadurch kommt es ebenfalls zu einer Verlängerung der Refraktärzeit der Herzmuskelzelle. Die Verlängerung des Aktionspotentials der Herzmuskelzelle wird durch eine Blockade der Kaliumkanäle erklärt.

### SWORD-Studie
Da das rechtsdrehende Enantiomer D-Sotalol kaum betablockierende Wirkung hat, gab es die Hoffnung, dass diese Substanz zur Prophylaxe des plötzlichen Herztods auch bei Patienten mit schwer eingeschränkter Pumpleistung des Herzens eingesetzt werden könnte.
In der SWORD-Studie (Survival With Oral D-Sotalol) wurde bei Patienten mit einer eingeschränkten Ventrikelfunktion (EF < 40 %) nach Herzinfarkt D-Sotalol versus eine Placebogruppe getestet. Wegen einer statistisch signifikant höheren Sterblichkeit der Verumgruppe wurde die Studie abgebrochen. Die Übersterblichkeit wurde auf die Auslösung von Herzrhythmusstörungen durch die Kaliumkanal-blockierende Eigenschaft von D-Sotalol zurückgeführt.

### Gegenanzeigen
Nicht angewendet werden darf Sotalol unter anderem bei bestimmten Erkrankungen des Herzens (Herzinsuffizienz Grad NYHA IV; dekompensierte Herzinsuffizienz, akuter Herzinfarkt, AV-Block II. und III. Grades, SA-Block, Sinusknotensyndrom, vorbestehender QT-Verlängerung), bestimmten Störungen im Elektrolythaushalt (Hypokaliämie, Hypomagnesiämie, metabolische Azidose), Hypotonie, Spätstadien peripherer Durchblutungsstörungen, obstruktiven Atemwegserkrankungen und unbehandeltem Phäochromozytom.

## Herstellung
Eine mehrstufige Synthese für Sotalol, ausgehend von Methansulfonsäurechlorid und Anilin, ist in der Literatur beschrieben.

## Handelsnamen
Monopräparate
Darob (D), Jutalex (D), Rentibloc (D), Sotalex (D, CH), zahlreiche Generika (D, A, CH)